# Abisara savitri
Abisara savitri is een vlindersoort uit de familie van de prachtvlinders (Riodinidae), onderfamilie Nemeobiinae.
Abisara savitri werd in 1860 beschreven door C. & R. Felder.